# メリオン空中衝突事故
メリオン空中衝突事故（メリオンくうちゅうしょうとつじこ、英語: Merion air disaster）は、1991年4月4日にアメリカ合衆国・ペンシルベニア州南東部のローワー・メリオン郡区上空で発生したプロペラ機とヘリコプターによる空中衝突事故である。
プロペラ機に乗っていたジョン・ハインツ上院議員を含む、双方の飛行機に搭乗していた5人全員が死亡した。また、墜落した両機の機体が小学校にいた児童を巻き込み、2人が死亡、5人が負傷した。
調査により、事故の原因は双方の飛行機のパイロットエラーであることが判明した。

## 背景
ハインツ上院議員が搭乗したプロペラ機、パイパー・エアロスターは、ペンシルベニア州中部のウィリアムズポート地域空港を東部標準時午前11時25分頃に離陸した。ハインツは、当日の午前中にウィリアムズポートで国道15号線の財源に関する記者会見を行い、そこから帰るためにフィラデルフィア国際空港に向かうところだった。ハインツはウィリアムズポート地域空港を拠点とするライカミング航空の双発のパイパー・エアロスターをチャーターし、地元ライカミング郡出身の2人のパイロットが操縦した。

## 衝突
ハインツの乗る飛行機がフィラデルフィアに近づき、フィラデルフィア国際空港への最終進入を開始したとき、パイロットのリチャード・シュレックは、降着装置がロックされたことを示すランプが点灯していないことに気づいた。シュレックは着陸を中断し、空港の北側で空中待機した。2人のパイロットは管制官に異常発生を伝え、トラブルシューティングを行った。飛行機が管制塔の上空を低空飛行して管制官が降着装置を目視で確認しようとしたが、車輪は正常に下りているように見えたものの、ロックされているかどうかまではわからなかった。管制官は、降着装置がロックされていることを確認するために、近くを通りかかったサンオイル社のヘリコプター・ベル 412に協力を依頼した。
ベル412の乗員は、安全な距離からでは降着装置の状態を確認できなかったため、よく見るために危険な距離まで近づいた。午後12時10分、ローワー・メリオン郡区のメリオン小学校の上空で2機は衝突し、プロペラ機の左翼と垂直尾翼がヘリコプターのローターによって下からもぎ取られた。ヘリコプターは制御を失い、プロペラ機は地上に急降下して、双方の飛行機とも小学校の敷地に墜落、乗っていた全員が死亡した。小学校とそこから半径250-ヤード (230 m)の範囲に落下した破片により、小学校の児童2人が死亡、5人が負傷した。

## 調査
国家運輸安全委員会(NTSB)と連邦航空局(FAA)は直ちに調査を開始した。1992年、NTSBは調査結果を発表し、事故の原因は双方の乗員の「恐ろしいほど悪い判断」(appallingly poor judgment)であるとした。
報告書では、ヘリコプターからプロペラ機の前輪格納室を覗いて降着装置がロックされていることを確認するのは不可能であり、そもそも目視によるチェックは無意味だったと主張した。NTSBのジェームズ・L・コルスタッド委員長は、「これは起きる必要のなかった無意味な事故だった」と述べた。NTSBとFAAによる公式発表では、双方の飛行機の乗員の判断ミスと操作ミスが事故の原因であると結論づけ、プロペラ機は空港に緊急着陸するべきだったとした。
この事故を受け、多くの空港で、降着装置の故障の確認手順が変更され、ヘリコプターの使用を禁止し、低空飛行により地上から目視で確認することとした。

## その後
ハインツ上院議員が52歳で死去したというニュースは、他の上院議員たちに衝撃を与えた。
この事故の直後、メリオン小学校の近くで航空機を使ったコマーシャル撮影が行われたことが発覚し、苦情が相次いだ。ローワー・メリオン郡区ではしばらくの間、学校の授業時間中の上空の飛行が非公式に禁止され、マスコミも、この事故の報道のためのヘリコプターを学校の上空で飛ばさないことに同意した。